# Sfințești
Sfințești es una comuna ubicada en el distrito de Teleorman, Rumania.

## Superficie
Posee una superficie de 40,26 kilómetros cuadrados.

## Demografía
Hasta 2021 la población era de 947 habitantes, con una densidad de población de 23,52 habitantes por kilómetro cuadrado.